# Guben
Guben (niedersorbisk og polsk: Gubin) er en by i Landkreis Spree-Neiße i den tyske delstat Brandenburg og den historiske hovedstad for Lausitz. På grund af den ved Potsdam-konferencen i 1945 fastlagte grænse ved Oder og Lausitzer Neiße (Oder-Neiße-Grænsen) , ligger de dele af byen, herunder det historiske centrum, der ligger øst for Neiße, i den polske by Gubin.

## Geografi

### Beliggenhed
Guben ligger i Niederlausitz i den sydøstlige del af Brandenburg på den vestlige bred af floden Lausitzer Neiße ved et smalt sted i den oversvømmelsestruede Neißedal, hvor højsletterne i øst, Gubener Berge, og vest, Kaltenborner Berge, kun er omkring 1 km fra hinanden.
Området er hovedsageligt dækket med fyrreskov, og der er mange søer.

### Bydele og landsbyer
Byen er opdelt i bydelene:
- Altstadt
- Sprucke
- Reichenbach
- 3 boligkomplekser (Wohnkomplexe, VK I, VK II, VK IV)

og landsbyerne
- Bresinchen
- Deulowitz
- Groß Breesen (mit Grunewald)
- Kaltenborn
- Schlagsdorf

| Bydel           | Indbyggere(Sept. 2007) |
| --------------- | ---------------------- |
| Altstadt - Øst  | 1.571                  |
| Altstadt - Vest | 5.149                  |
| Altsprucke      | 2.031                  |
| Reichenbach     | 720                    |
| WK I            | 1.811                  |
| WK II           | 3.390                  |
| WK IV           | 3.448                  |
| I alt           | 18.120                 |

| Navn         | Indbyggere(Sept. 2007) |
| ------------ | ---------------------- |
| Bresinchen   | 142                    |
| Groß Breesen | 955                    |
| Deulowitz    | 307                    |
| Kaltenborn   | 461                    |
| Schlagsdorf  | 237                    |
| I alt        | 2.102                  |

Indbyggere i Guben i alt: 20.222 (Stand 30. September 2007)

### Født i byen
- Johann Crüger (1598–1662), Komponist af kirkemusik, kantor i Berlin (St. Nicolai)
- Danilo Hondo (* 1974), cykelrytter, tysk mester 2002